# Зимовий театр (Кременчук)
Зимовий театр — споруда у місті Кременчук, що виконувала функції театрального приміщення з 1870-х рр. до 1943 р. Також називався Теплим, Кам'яним, театром Немеця і Катерининським. У радянські роки відновлена після радянсько-української війни та перейменовано на честь більшовика Якова Ревенка. Театр продовжував діяти і в період німецької окупації під час Німецько-радянської війни під ім'ям Івана Тобілевича. Був зруйнований німецькими військами у 1943 році під час відступу.

## Історія

### Імперський театр

#### Утворення
У XIX столітті Кременчук був великим торговим і промисловим містом Російської імперії, з численними навчальними закладами. Активно розвивалося і культурне життя міста. У 1876 (за іншими даними, в 1871) році в будинку на вулиці Катерининська у мурованому будинку колишнього готелю відкрився театр. Будинок належав підполковнику Павлу Козельському, власнику кількох будинків, любителю мистецтв і театралу. Театр спочатку не мав власної трупи і передавався в антрепризу трупам з інших міст: у 1878—1879 роках у театрі один сезон грала трупа Марка Кропивницького, потім Кропивницький став режисером трупи Лавровської. У трупі Виходцева Григорія Олексійовича він також познайомився з Іваном Загорським, з яким згодом пропрацював багато років.

#### Антрепренер Ашкаренко

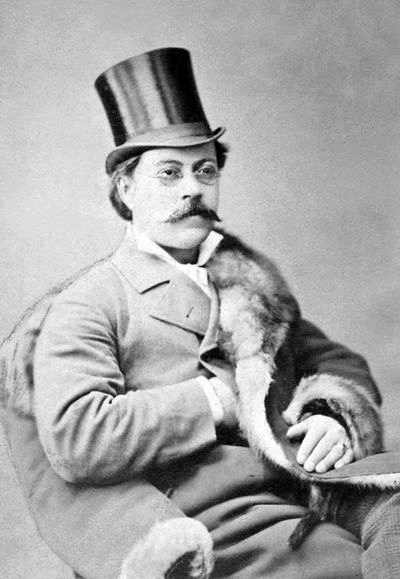
Григорій Андрійович Ашкаренко, актор і постановник театру

1880 року орендарем театру став актор і драматург дворянського походження Григорій Ашкаренко. Кропивницький став режисером заснованої Ашкаренком трупи. Трупа не мала особливого успіху і перебувала в тяжкому становищі: Публіка так рідко відвідувала театр, що антрепренеру не вистачало коштів на оплату праці акторів. Кропивницький і Ашкаренко прийшли до ідеї ставити крім російських також п'єси українською мовою.
1881 року на запрошення Кропивницького до міста приїхав Микола Садовський з династії Тобілевичів. Кропивницький мав на меті умовити Садовського, чинного офіцера армії, спробувати себе на театральній ниві. Ашкаренко, з трупи якого незадовго до цього втік з авансом один з артистів, активно підтримав цю ідею. Саксаганський вступив до трупи, після чого антрепренер попросив у влади дозволу на постановки українською мовою (діяльність українських театрів з 1876 року була обмежена підписаним Олександром II Емським указом). Отримавши дозвіл, актори запросили в трупу актрису Наталію Жаркову з Полтави і приступили до репетицій. Першим поставленим українською мовою спектаклем стала «Наталка Полтавка» Котляревського. За нею були «Сватання на Гончарівці», «Щира любов» і «Шельменко-денщик» Квітки-Основ'яненка, «Дай серцю волю — заведе в неволю» Кропивницького, «Гаркуша» Стороженка і «Кум Мірошник» Дмитренка. Після успіху в Кременчуці трупа вирушила на гастролі, де до них приєдналася харківська актриса А. Маркова (Оденцова).
Кропивницький і Садовський покинули трупу і повернулися до Єлизаветграда (нині — Кропивницький). Трупа Ашкаренка ж продовжувала ставити вистави українською, зокрема, п'єсу Тараса Шевченка «Назар Стодоля», головні ролі в якій виконали сам Ашкаренко і Теофілія Лютомська (Бачинська). Коли восени 1881 року поправка до Емського указу зняла обмеження на діяльність україномовних труп, Садовський і Кропивницький утворили в Єлисаветграді українську трупу, що отримала згодом назву «Театр корифеїв», і почали активно гастролювати по країні. У Петербурзі спектаклі кілька разів відвідував імператор Олександр III. Однак лише кілька років по тому, 1883 року, Київський генерал-губернатор Дрентельн заборонив українські трупи на підвладній йому території, до якої належала і Полтавщина.

#### Антрепренер Філіпповський
Після Ашкаренка близько 10 років Кременчуцький театр орендував антрепренер Микола Трохимович Філіпповський. У цей період, 1888 року, Козельський продав театр Іцке Гершовичу Немцю, синові відомого кременчуцького фабриканта (у місті зберігся будинок Немеця). Незабаром після цього театр «значно підновився» і з погляду декорацій «набув набагато кращого вигляду». Була також запланована його електрифікація.
За Філіпповського однією з актрис театру стала Єлизавета Андріївна Потоцька. 1890 року в трупі дебютував актор з Полтави Лев Сабінін. На запрошення Філіпповського приїжджав на один сезон російський поет, актор і авіатор Каменський Василь Васильович. Відіграв сезон Лірський Павло Олександрович, кілька сезонів працював Любін Яків Маркович. У 1892 році видання «Артист» писало:
|  | Кременчуцькі обивателі мають рік у рік постійний зимовий театр з більш-менш, пристойною трупою, яка щорічно оновлюється, тоді як великі міста, як-от Херсон, Катеринослав, Полтава, Єлизаветград та інші південні міста, які стоять незрівнянно вище Кременчука, як за кількістю народонаселення, так і взагалі в громадському і економічному відношенні, не мають постійного зимового театру і тільки зрідка обходяться гастрольними трупами Оригінальний текст (рос.) Кременчугские обыватели имеют из года в год постоянный зимний театр с ежегодно обновляемой, более или менее, приличной труппой, тогда как такие большие города, как Херсон, Екатеринослав, Полтава, Елизаветград и другие южные города, стоящие несравненно выше Кременчуга, как по количеству народонаселения, так и вообще в общественном и экономическом отношении, не имеют постоянного зимнего театра и только пробавляются изредка приезжающими гастрольными труппами |

За 1889—1894 роки трупа поставила п'єси «Ведмідь», «Трагік мимоволі», «Пропозиція», «Гроза», «Лихо з розуму», «Весілля Фігаро», «Генріх Гейне», потім почали ставити менш класичні «Зламані люди», «Блукаючі вогні», «Шкільна пара», «У старі роки», «Каширська старовина», «Школа дружин», «Клятва біля труни», «Світить, та не гріє» та інші. У театр приїжджала трупа Імператорського Олександрінського театру з виставами «Ревізор», «Лихо з розуму», «Мертві душі» й іншими. Після зняття обмежень Кременчук знову став центром розвитку театру українською мовою: 1897 року в місті відбулася прем'єра п'єси Івана Карповича Тобілевича «Бурлак». Сам Іван Карпович, як і Панас Саксаганський з тієї ж династії, були частими гостями міста.

#### Перше десятиріччя XX століття
Місто тим часом активно розвивалося: у 1899 році повз театр по Катерининській вулиці запустили електричний трамвай. Після 1901 року було частково засипано болото на Ярмарковій площі. Покровську вулицю (нині Гагаріна) продовжили через колишнє болото до перетину з Катерининською. Отже, театр виявився на перетині двох вулиць. Відтоді Покровська вулиця дістала назву Театральної. Відкривалися й нові культурні установи, зокрема, літній театр у Міському саду і Пушкінська народна аудиторія, де також почали ставити спектаклі. Віталій Макаренко, брат майбутнього педагога Антона Макаренка, писав у цей період:
|  | Кременчук, попри те що він був тільки повітовим містом, був набагато культурнішим і жвавішим, ніж губернське місто Полтава. Не кажучи вже про те, що в Кременчуці був постійний театр (драматичний), театр оперети, театр мініатюри, пізніше відкрилися 4-5 шикарних кінематографів, була прекрасна нова аудиторія, - Кременчук постійно відвідували гастролери |

У період з 1903 по 1910 Філіпповського в зимовому театрі періодично замінювала дворянка Варвара Федорівна Анічкова. На цей час припала Революція 1905—1907 років, яка торкнулася і театру: у приміщенні проводили мітинги. Страйк восени 1905 року застав трупу корифеїв на шляху до Кременчука: Саксаганський з частиною акторів встиг дістатися міста, частина на чолі з Карпенком-Карим затрималася в Полтаві. У підсумку Саксаганський залишився в Кременчуці без грошей і при цьому не міг зорганізувати вистави: реквізит застряг у дорозі через страйк, а в приміщенні театру цілими днями проходили мітинги. Актори, що активно виражали своє невдоволення цією ситуацією, набули через це репутації чорносотенців.
Після революції культурне життя міста відновилося. Продовжували паралельно розвиватися український і російський театри. З 1905 по 1908 рік у місті діяла українська трупа Федора Левицького і Лідії Квітки. 1906 року в місті було відсвятковано річницю Шевченка. У 1907 році знову приїжджала трупа Саксаганського. 1908 року з виставами «Електра» й «У царських воріт» виступала трупа Всеволода Мейєрхольда, яка відокремилася від трупи Віри Коміссаржевської. Разом з тим нового розвитку набув єврейський театр. У 1905 році знято заборону на постановки на їдиш, що існувала з 1883 року (до цього єврейські трупи виступали німецькою). У Кременчуці частка єврейського населення становила до 50 відсотків, що зумовило активний розвиток єврейської гілки в театральному житті міста. У 1906 році виступала трупа Аврахама Альтера Фішзон, на наступний рік Фішзон приїхав знову, взявши в компаньйони Якова Ліберта. У 1908—1909 роках у місті гастролювали трупа Якова (Янкеля) Співаковського і Краузе, театр Переца Гіршбейна і трупа Довід-Мойше Сабая. У 1910 році з'явилася аматорська єврейська трупа, яка до 1912 року отримала власну сцену — російсько-єврейський театр мініатюр, де і пропрацювала наступні роки.

#### Передреволюційні часи
У зимовому театрі до 1910 року антрепренером став Яків Володимирович Ліхтер. У цей період у театрі з «вампуки» виступала Петербурзька трупа «Криве дзеркало». За спогадами актора Євреїнова Миколи Миколайовича, Кременчуцькій публіці настільки не до смаку припала сучасна постановка столичного театру, що акторам довелося «задвірками» добиратися до вокзалу, побоюючись зіткнення з обуреними глядачами. У 1912 році в театрі протягом двох літніх місяців давалися мініатюри Петербурзької трупи Барбе, до яких публіка також спочатку поставилася «з недовірою», проте врешті театр був щодня переповнений. Ставилися уривки з оперет «Червоне сонечко» і «Прекрасна Олена».
З 1912 по 1914 рік антрепренером театру служив Рувим Волькович (Родіон Володимирович) Олькеницький, при ньому в театрі грала трупа Олександра Костянтиновича Лошівського (Шиловського). Антрепренер керував також театром «Фарс» і орендував Міський сад. Літній театр у саду в цей період використовувався українськими трупами. Художнім керівником театру був брат Олькеницького, актор і режисер Станіслав Іванович Сорочан. У 1913 році в театрі відбувся бенефіс Сорочана в п'єсі Фабера «Вічна любов», актор також грав роль у комедії-шаржі Гаріна «Жіночий парламент». Крім цього ставилися, зокрема, спектаклі «Ревізор» Гоголя, «Дядя Ваня» Чехова, «Ключі щастя» Вербицької і «Нора» Ібсена. У березні в театрі проходили гастролі Петербурзького театру мініатюр «Люна» і єдиною в Європі трупи ліліпутів Кобильського.
Влітку 1913 газета «Придніпровський голос» відзначала тяжке становище Кременчуцьких театрів через їх надлишок: «за якийсь десяток років, замість одного театру, в місті народилось їх шість». Журналісти зробили висновок: «Помилково думати, що поліпшенням технічних умов театральних будівель можна підвищити відвідуваність театру». У тому ж році театр був закритий для розширення й ремонту. Знову двері відкрилися для глядачів восени. Газета писала: «Перебудована і розширена будівля театру справляє чудове враження. Перший момент здається, що театр навіть став менше. Але коли вдивитися, то помітите, що він розкинувся вшир і в глиб … Усередині театр забарвлений в оливковий тон. Такого ж кольору бар'єри лож, завіса й ін. Освітлення стелі дуже красиве. Колишня „діра“ для оркестру закладена. Партер від сцени відділений площадочкою, покритою зеленим сукном (авансцена), завдяки чому все, що відбувається на сцені, видається більш ясним. Виходить враження, що дія розігрується не за рампою, а тут же, у залі для глядачів. Нововведення надзвичайно цікаве. Воно ж дає можливість приховати від очей глядача суфлерську будку. Розширено коридори і покращено загальний вигляд театру». З тієї ж газети можна дізнатися, що спектаклі починалися о 20:30 і часто закінчувалися вже після опівночі. Вартість квитків варіювалася від 15 копійок до півтори рублі.
В оновленому театрі за період до кінця 1914 року було поставлено «Цар Едіп», «Страта», «Старе загартування», «Отруєна совість», «Сестра милосердя», «У нерівній боротьбі», «Таємниця замку Чайнтворт», «Чоловік знаменитості», «Мізерере» і «Клара Штейнберг». До сторіччя від дня народження Михайла Лермонтова пройшла постановка «Маскарад». У жовтні 1914 року в місті було відкрито відділ Всеросійського театрального товариства.
З початком революційних подій діяльність театру знову була порушена. Українська актриса Марія Костянтинівна Заньковецька, яка приїхала в 1917 році в Кременчук, написала: "Якщо ще довго триватимуть читання лекцій і влаштування мітингів у театрах, то не тільки без штанів, але навіть без голів ми всі залишимося… ". У роки радянсько-української війни театр був закритий.

### Театр Ревенко в радянський період
Після встановлення радянської влади театр перейшов у відомство держави. Незабаром після закінчення війни будівля була відновлена за проектом місцевого архітектора Льва Мироновича Шлапаковського і відкрила свої двері для відвідувачів у 1922 році. Новий театр став носити ім'я Якова Ревенко — кременчуцького робочого — червоногвардійця, який боровся за встановлення влади більшовиків. Валентина Тимофіївна Федько у своїх спогадах так описувала театр: «білокам'яний, з партером, галеркою і ложами, оббитими синім оксамитом. Такою була і завіса». Однак післявоєнні роки мали свою специфіку: українська трупа театру Заньковецької, що приїхала в 1924 році на гастролі, згадувала «обдерту, холодну будівлю театру» і акторів на ролях «кочегарів» і вантажників вугілля. На період перебування трупи в місті припала смерть Леніна: через траур театр втратив свою публіку і, як писав кореспондент журналу «Література. Наука. Мистецтво», трупа змушена була виїхати з міста через «буржуазну звичку» їсти хоча б раз на день.
У тому ж році для реорганізації театральної діяльності було засновано Управління держтеатрами. Театр було відремонтовано. Відомо, що в управлінні та самому театрі працював Кононенко Анатолій Іванович, майбутній головний архітектор Московської області. Газета «Життя мистецтва» писала: «За рік роботи в нових умовах суворої організації всієї справи Управління зуміло вийти зі старої заборгованості, зжити дефіцитність підприємства і навіть придбати театральне майно, як-то: нові декорації, бутафорію і т. ін.». Особлива увага в театрі стала приділятися ідеологічній складовій: управління ставило метою «наблизити робочу масу до театру» і дати населенню міста «можливість знайомитися з усіма видами мистецтва». У театрі були представлені російська драма, з переважаючими постановками революційного характеру (82 % за сезон), опера, оперета російська і єврейська, українська театр їм. Шевченко. Глядачеві була також дана «можливість визначити свої відносини до нових течій»: до Кременчука були запрошені нові Державний Єврейський Театр (ГОСЕТ) і Український Державний Театр імені Франка. Газета писала: «Не дивлячись на новизну форм конструктивних постановок цих театрів, обидві трупи мали певний успіх і породили симпатії робочої маси до нового театру, що важливо відзначити як момент виховного характеру».
Початковий курс радянської влади на підтримку народів країни та їхніх мов (див. Коренізація), таким чином, знову призвів до паралельного співіснування в театрі російських, українських і єврейських труп. Федько згадувала, що в театрі проходили вистави театру російської драми з Вірою Петрівною Марецькою, Одеської опери, театру імені Моссовета. Гастролювала Дарія Василівна Зеркалова, брати Адельгейм, успіхом користувалася єврейська трупа з Кларою Юнг, Михайлом Епельбаум, Ганною Яківною Гузик. Активно ставилися нові радянські твори: у 1924—1925 роках у репертуарі були п'єси «Митька на царстві», «Повітряний пиріг», «Кронпринц», «У глухому царюванні», «Ігуменя Митрофанія», «Георгій Гапон», «За океаном» та інші. Газета «Новый зритель» у 1925 році писала: «Управління Держтеатрів і колективів взяли орієнтацію на робочого глядача, що видно з оголошеного репертуару». У 1929 році приїжджав театр «Шахтарка Донбасу» з п'єсами «Вогненний міст», «Чорне полум'я», «Сумна земля», «Гарчи, Китай», «Швейк», «Союз чесних людей» та інші. Йшла також постановка «Платон Кречет» за п'єсою Корнійчука.

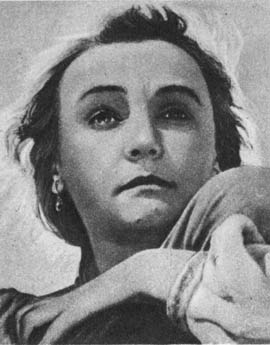
Актриса Наталя Ужвій у ролі Стехи у фільмі «Назар Стодоля» («Українфільм», 1936)

Разом з тим продовжували ставитися класичні твори. Наталія Михайлівна Ужвій грала у виставі «Ой не ходи, Грицю, та й на вечорниці». Петро Милорадович грав Гарпагона у п'єсі «Скупий» Мольєра. З театром імені Шевченка приїжджав Іван Твердохліб. Деякий час режисером і актором театру виступав Комісарів Микола Валеріанович, грали актори Ольга Казіко і Павло Значковський. У 1926 і 1927 роках з гастролями знову приїздив театр імені Заньковецької: Доміан Козачковський писав, що зали були переповнені, а постановка «Вій» зібрала аншлаги. Рецензія газети «Кременчугский рабочий» проте викликала обурення Харківського журналу «Нове мистецтво», який назвав театр «Кременчуцьким театриком». Не обходилося у місті і без курйозів: під час однієї з вистав актори по ходу п'єси з'їли пиріжки, які були облиті гасом «з метою збереження „реквізиту“».
За спогадами сучасників, у 1930-і роки «затишний, з гарною акустикою» театр «ніколи не був порожній», залучаючи знаменитих артистів: Марію Литвиненко-Вольгемут, Івана Паторжинського, Оксану Петрусенко. Виступали колективи Києва, Харкова та інших міст, спектакль «Ой, не ходи, Грицю, та й на вечорниці» з Ужвій і Гнатом Юра йшов з великим успіхом. Сам театр описується як будівля, яка нічим не виділяється зовні, однак всередині глядача чекав «чудовий зал для глядачів з партером, у чотири яруси ложами, бельєтажами і балконами».
У 1939 році місцева газета з нагоди святкування 80-річчя від дня народження класика єврейської літератури писала: «У театрі ім. Ревенко відбулося засідання шолом-алейхемського ювілейного комітету разом з представниками партійних, комсомольських і профспілкових організацій і стахановцями міста. Ювілей Шолом-Алейхема перетворився на велике міжнародне свято». У момент початку Німецько-радянської війни у червні 1941 року на гастролях у Кременчуці був Одеський державний єврейський театр, який застряг у місті в «паніці перших військових днів».

### Театр Тобілевича за німецької окупації

#### 1941
Восени 1941 року місто було окуповане німецькими військами. Театру було дозволено продовжити роботу, він був перейменований на честь Івана Тобілевича. Режисером став Федір Мітін. Деякі спектаклі також ставили Григорій Пелашенко і Микола Баль. У трупі перебували Мезенцев, Бєлов, Трохимов, Гайдученко, Рубінчук, Цибенко. Актор Борис Лук'янов брав участь в обороні Полтави, був схоплений німцями і відправлений до табору для військовополонених у Кременчук, звідки втік. Йому вдалося дістати нове посвідчення і дозвіл на проживання в місті та влаштуватися в театр. Схожа доля була в Баля: актор пішов добровольцем на фронт, був поранений і потрапив у полон, звідки втік до рідного Кременчука.
На сцені театру ставилися українські класичні вистави, виконувалися народні пісні. Весь репертуар проходив сувору цензуру: зокрема, була заборонена постановка за поемою Шевченка «Гайдамаки». В силу проведеної окупаційними властями політики з театру зникли єврейська і російська складова. Зрідка виступали німецькі фронтові артисти, театр часто відвідували солдати гітлерівської коаліції. Для городян активно проводилися заходи української антирадянської спрямованості. Восени 1941 була проведена обов'язкова до участі конференція вчителів Кременчуцького району, на якій піднімалася тема «боротьби з Москвою». У залі були вивішені портрети Петлюри, Коновальця та інших діячів українського руху. У стінах будівлі також проходили агітаційні лекції із закликом до Кременчуцької молоді добровільно їхати на роботу до Німеччини (див. Остарбайтери).
Великий вплив на діяльність театру справила похідна група ОУН з Галичини, чиїм обов'язком було створення підконтрольних націоналістам органів влади, преси та установ культури в окупованих центральних, східних і південних регіонах України. створена оунівцями газета «Дніпровська хвиля» часто анонсувала в театрі заходи й іноді публікувала рецензії. Так, коли в театрі була поставлена п'єса Бориса Грінченка «Степовий гість», газета писала, що Кременчуцький «непідготовлений глядач» через багаторічний вплив «московсько-жидівських брехунів» не міг повною мірою сприйняти постановку про «визвольну боротьбу українського народу проти гніту польського панства» (див. Повстання Хмельницького). Однак, на думку редакції, мета донести історичну правду і викликати «законну ненависть до багатовікового ворога України» була досягнута.
Культура була тісно пов'язана з політикою і перебувала під її впливом. Учні довоєнної музичної школи імені Миколи Лисенка, що знову відкрилася під керівництвом кременчужанки німецького походження Леонтіни Михайлівни Дітлінг-Кокіній дали свій перший концерт у театрі для солдатів німецького вермахту через 5 днів після початку окупації. 22 червня 1942 року школа дала святковий концерт на честь річниці Вторгнення Німеччини в СРСР. У концерті брала участь і балетна трупа під керівництвом Артеменко, що відкрилася при театрі. Оркестр грав у квітні 1942 року на святкуванні дня народження Гітлера, на сцені був встановлений прикрашений живими квітами портрет «визволителя». При театрі діяла і довоєнна хорова капела, яку очолювала Олександра Минівна Сапсай, сестра засновника капели і дружина колишнього старшини армії УНР, якого заарештовано в 1937 році радянською владою. Всі виступи капели починалися з гімну «Ще не вмерла України». За рекомендацією голови окупаційного відділу освіти виконувалися композиції націоналістичної спрямованості. У січні 1942 року хор поряд з українськими народними піснями виконав «Чуєш, сурми Грають» і «Марш націоналістів». Галичанин Іван (Юрій) Костюк, «зондерфюрер» прибув до міста відділу пропаганди, передав адміністратору капели Сушко тексти пісень, а також націоналістичні брошури, які той поширив серед хористів і знайомих.
Зі спогадів Костюка можна більше дізнатися про класичну театральну діяльность. За його словами, у початковий період окупації ставилися, зокрема, «Запорожець за Дунаєм», «Наталка Полтавка», «Вій», «Вечір напередодні Івана Купала», «Маруся Богуславка», а також зарубіжні твори. Вистави проходили українською мовою. Проводилися концерти оркестрів і хору: влітку 1942 року пройшов концерт на честь сторіччя композитора Миколи Лисенка, наприкінці якого подячну промову виголосив німецький генерал. Музична школа дала концерт до ювілею Шевченка. «Дніпровська хвиля» повідомляла про покупку театром українських костюмів, рушників, скатертин, килимів, поясів. Публікувалися оголошення про набір до хору, чоловічого квартету та балету. Костюк так характеризував трупу: «Справжні, професійні актори, що в голоді і холоді… буквально днювали і ночували в театрі».

#### 1942
Актори тим часом займалися не тільки театральною діяльністю. Влітку 1942 року Борис Лук'янов познайомився з Олександром Кривицьким, керівником підпільної антифашистської організації, яка діяла в Кременчуці з осені 1941 року. У театрі зібралася група людей на чолі з Борисом Лук'яновим, яких об'єднала підпільна боротьба: Микола Баль, Наталія Дембіцька, Михайло Грінченко, Іван Коваленко та Шура Мансурова. За спогадами Лук'янова, актори намагалися «пустити під укіс» антирадянську постановку за новою п'єсою Василя Васильовича Дубровського «Повернення до Європи», а також таємно розповсюджували серед глядачів листівки з віршами, що закликали боротися з Гітлером.
Політика окупаційної влади незабаром змінилася. 1 вересня 1942 року Кременчук був віднесений до «Рейхскомісаріату Україна» (див. Кременчуцький гебіт). За спогадами Костюка, з цього моменту в театрі більше не ставилися українські вистави і не проголошувалися промови вдячності, а замість цього почався активне примусове вивезення цивільного населення до Німеччини. Музична школа була закрита, дані дітей були передані на біржу праці. Всього за час окупації німцями було вивезено з Кременчука від 10 до 21 тисячі осіб. «Дніпровська хвиля» на початку місяця анонсувала театральний вечір для німецьких солдатів, а городян закликала прислухатися до «заклику Фюрера» і з'явитися на біржу праці для відбуття до Німеччини.

#### 1943
З березня 1943 року за згодою з гебітскомісаром всім театральним працівникам було заборонено працювати поза театром без дозволу зондерфюрера — уповноваженого німецького відділу пропаганди. У квітні відділ виніс театру подяку за організацію дозвілля фронтових солдатів, разом з тим знову нагадавши про неприпустимість паралельної діяльності. 22 червня в театрі пройшли святкові заходи на честь другої річниці початку війни Німеччини проти СРСР. У фоє німці організували агітаційну виставку «Чудова Німеччина». Театральні підпільники підмінили кілька фальшивих листів нібито від вигнаних до Німеччини і знищили кілька експонатів.
Протягом 1942—1943 років багато членів похідної групи ОУН були репресовані німцями, були також розстріляні два редактора «Дніпровської хвилі» й адміністратор капели Сушко. З газети «Наші дні» можна дізнатися, що у вересні 1943 року акторська трупа становила 20 осіб, балетна — 15, капела — 30, діяли два оркестри. З наступом радянських військ у тому ж місяці німці вивезли реквізит театру і зруйнували саму будівлю, як і більшу частину інших міських будівель. Костюк побачив місто «повністю знищеним».

### Післявоєнний період
Після вигнання німців з міста деякі актори пішли на фронт. Після закінчення війни Баль був режисером у Рівненському і Чернігівському музично-драматичних театрах, а також у драматичних театрах Марійської, Башкирської та Татарської АРСР, потім жив у Кременчуці. Лук'янов став актором Київського Національного академічного драматичного театру імені Івана Франка. Коваленко став актором драматичного театру імені Панаса Саксаганського, що відкрився в Кременчуці відразу після звільнення, пізніше працював в одній зі шкіл. Мітін також служив у театрі Саксаганського, режисером. Пелашенко грав в Одеському українському музично-драматичному театрі. Сапсай, колишня диригент театральної капели, була засуджена радянською владою, пізніше реабілітована і повернулася до Кременчука. Керівниця музичної школи Дітлінг і глава відділу освіти уникли арешту.
На місці театру, що не підлягав відновленню, у повоєнний час побудовано багатоповерховий житловий будинок (Соборна 34/32). Вулиця, на якій більше не було театру, була перейменована на вулицю Шолом-Алейхема і знову перейменована на честь Юрія Гагаріна після його польоту в космос.